# Municipio de Beaver (condado de Lincoln)
El municipio de Beaver (en inglés: Beaver Township) es un municipio ubicado en el condado de Lincoln en el estado estadounidense de Kansas. En el año 2010 tenía una población de 425 habitantes y una densidad poblacional de 4,58 personas por km².

## Geografía
El municipio de Beaver se encuentra ubicado en las coordenadas 39°5′7″N 98°6′26″O / 39.08528, -98.10722. Según la Oficina del Censo de los Estados Unidos, el municipio tiene una superficie total de 92.85 km², de la cual 92,83 km² corresponden a tierra firme y (0,03 %) 0,03 km² es agua.

## Demografía
Según el censo de 2010, había 425 personas residiendo en el municipio de Beaver. La densidad de población era de 4,58 hab./km². De los 425 habitantes, el municipio de Beaver estaba compuesto por el 97,88 % blancos, el 0,24 % eran afroamericanos, el 0,24 % eran amerindios, el 0,94 % eran de otras razas y el 0,71 % eran de una mezcla de razas. Del total de la población el 3,29 % eran hispanos o latinos de cualquier raza.